# Coccoloba duckei
Coccoloba duckei är en slideväxtart som beskrevs av Howard. Coccoloba duckei ingår i släktet Coccoloba och familjen slideväxter. Inga underarter finns listade i Catalogue of Life.